# Tartas
Tartas é uma comuna francesa na região administrativa da Nova Aquitânia, no departamento Landes. Estende-se por uma área de 30,43 km². Em 2010 a comuna tinha 3 287 habitantes (densidade: 108 hab./km²).